# Thylacoleo carnifex

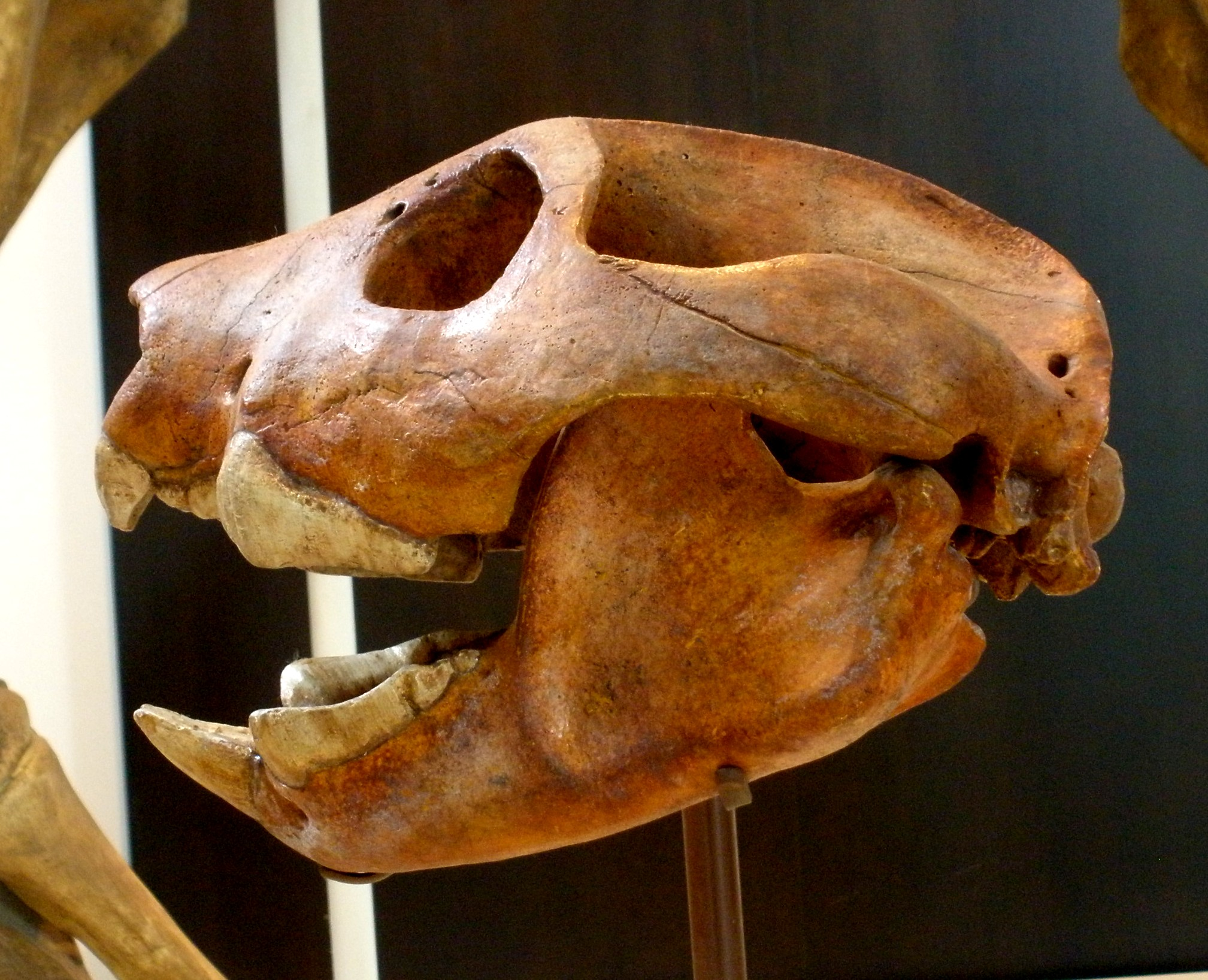
Cráneo de T. carnifex

El león marsupial (Thylacoleo carnifex) es una especie extinta de marsupial diprotodonto de la familia Thylacoleonidae. Su nombre que significa "león con bolsa carnicero" (procedente de los términos griegos thylakos - bolsa, leo - león, y el latín carnifex - verdugo, carnicero). Fue un carnívoro cuyos restos fósiles proceden de Australia, datando de principios hasta la época tardía del Pleistoceno (1,600,000–46,000 años).
Al contrario que otros marsupiales carnívoros como el lobo de Tasmania o el diablo de Tasmania, el león marsupial no pertenecía al orden Dasyuromorphia, sino que es un representante de los diprotodontes (Diprotodontia), grupo al que también pertenecen dentro de distintas familias los canguros, koalas y wombats.
La línea evolutiva de los tilacoleónidos se separó de las de otros diprotodontes hace unos 24 millones de años, durante el Oligoceno, momento en el que comenzó a producirse el cambio de la dieta vegetariana a la omnívora y posteriormente carnívora. Las formas de esta familia fueron de tamaño pequeño y vida arborícola hasta finales del Plioceno, unos 2 millones de años atrás, cuando un clima más seco redujo la extensión de los primitivos bosques australianos y su sustitución por una sabana arbolada. En este hábitat prosperó la última especie del grupo, Thylacoleo carnifex.

## Anatomía
Los leones marsupiales eran carnívoros cuadrúpedos de 75 cm de altura y 151 cm de longitud, más o menos del tamaño de un leopardo grande. Estas medidas pueden parecer modestas, pero dentro de los marsupiales (que suelen tener tamaños menores que los de sus homólogos placentarios, debido a su particular sistema de desarrollo), son bastante respetables. De hecho, el león marsupial es el marsupial carnívoro de mayor tamaño conocido, dejando de lado a los mayores representantes del orden Sparassodonta como Proborhyaena y Thylacosmilus de Sudamérica, los cuales a veces no se consideran verdaderos marsupiales, sino parientes cercanos de ellos. Con una constitución fuerte, se estima el peso del león marsupial en 130 kilos (algunos cráneos indican que algunos individuos llegaban a pesar 163 kg, como un jaguar).
Los rasgos más extraños del león marsupial se encuentran en las mandíbulas, y son debido a sus primitivos orígenes herbívoros. Debido a su dieta herbívora, todos los diprotodontes del Oligoceno hacía ya tiempo que habían reducido considerablemente o perdido sus colmillos, y los tilacoleónidos no volvieron a desarrollarlos. En su lugar, los incisivos y premolares se hicieron cortantes y pasaron a cumplir la función de capturar y matar las presas. La mandíbula era excepcionalmente robusta y se ha calculado que la presión de la mordida de un individuo de 100 kg sería comparable a la de un león africano de 250 kg, lo que convierte al Thylacoleo en el marsupial con el mordisco más potente en relación con su tamaño que ha existido. Esto le permitía matar presas mucho más grandes que él, como los grandes canguros de la subfamilia de los estenurinos o incluso al Diprotodon, el marsupial más grande que ha existido, de tamaño algo mayor al de un rinoceronte blanco.
La cola era bastante larga y gruesa, seguramente para ayudar a equilibrar el animal durante la carrera, y el cuerpo corto, con un pecho ancho de músculos macizos. Las cuatro patas tenían una longitud similar, aunque los músculos de las delanteras estaban más desarrollados, pues servían para aferrar a las presas antes de morderles la garganta, como hacen actualmente los grandes felinos. En cuanto a los pies, estos se apoyaban totalmente durante la marcha, o sea son plantígrados, como ocurre en los osos o los humanos, y no sobre los dedos, como en los felinos y cánidos. De sus ancestros arborícolas conservaban un pulgar oponible en cada pie, los dos de las patas traseras estaban desprovistos de uña, pero los de las delanteras estaban coronados por una enorme garra curva que utilizaban para aferrarse a los cuerpos de sus víctimas, junto con las de los otros cuatro dedos.

## Comportamiento

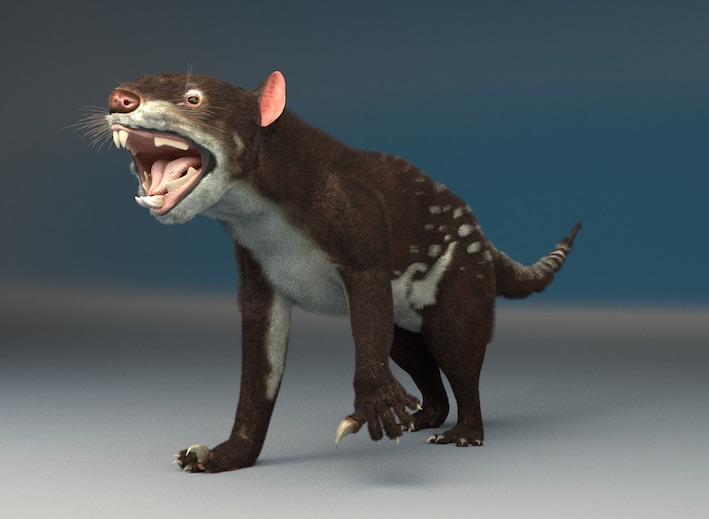
Reconstrucción del león marsupial, T. carnifex.

Las proporciones de las extremidades del león marsupial y la distribución de su masa muscular indican que, aunque era un animal poderoso, no era un corredor particularmente veloz. Los paleontólogos suponen que debió ser un depredador de emboscada, ya sea acechándo a sus presas y luego abalanzándose sobre ellas, o saltando desde las ramas de los árboles. Esto le habría permitido capturar a los grandes animales de su época como Diprotodon y los canguros gigantes ramoneadores como Sthenurus y Procoptodon. A pesar de su tamaño puede no haber sido un verdadero superdepredador ya que compartía al menos parte de su rango con el gran varano Megalania de hasta 6 metros de longitud. El león marsupial puede haber almacenado sus presas en los árboles de manera similar a los leopardos modernos. Como muchos depredadores, probablemente era un necrófago oportunista, alimentándose de carroña y alejando a los depredadores menores de sus presas.
Los escaneos CT de un cráneo bien preservado han permitido a los científicos estudiar las estructuras internas y crean un molde del cerebro mostrando las características de la superficie del cerebro del animal. El lóbulo parietal, la corteza visual y el bulbo olfativo del cerebrum estaban agrandados indicando que el león marsupial tenía un buen sentido del oído, de la vista y el olfato, como podría esperarse de un depredador activo. También tenía un par de canales ciegos dentro de la cavidad nasal los cuales estaban probablemente asociados con la detección de feromonas como en el demonio de Tasmania. Esto indica que muy probablemente se reproducía en determinadas temporadas y podría olfatear a una pareja potencial.

## Causas de la extinción

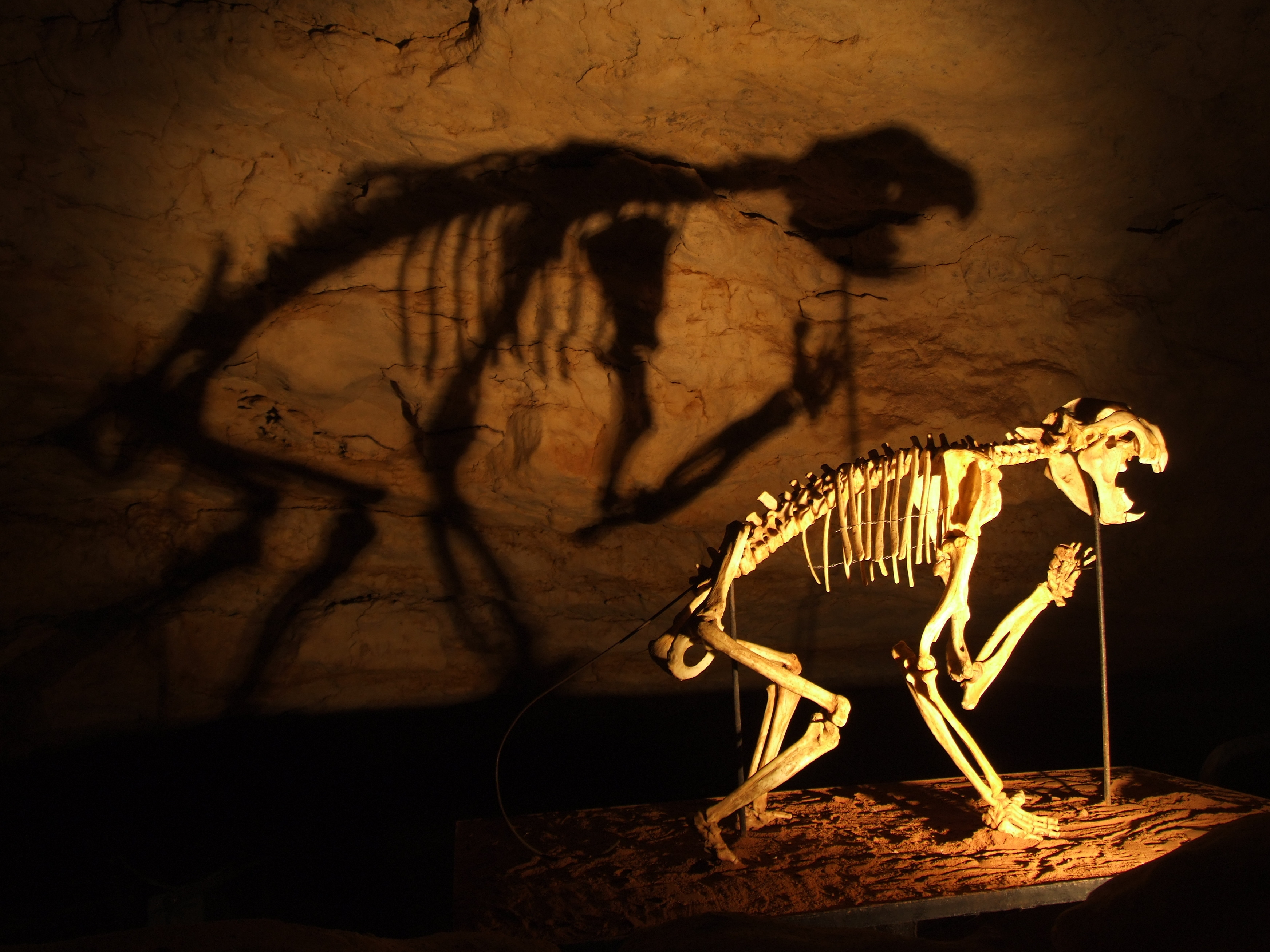
Esqueleto del Thylacoleo carnifex en la Cueva de Naracoorte, en Australia Meridional.

El hábitat de estos animales eran las sabanas arboladas que cubrían el centro de Australia durante el Pleistoceno. En los últimos tiempos de esta época el clima se hizo más seco y las sabanas fueron paulatinamente sustituidas por estepas y desiertos, lo que ocasionó un descenso de los animales herbívoros que vivían en este medio, como los estenurinos y diprotodontes, así como de sus depredadores. También la investigación sobre su biomecánica muestra que el animal estaba muy especializado en la caza de grandes animales - lo cual lo hubiera hecho ineficiente como para capturar especies pequeñas, lo que hubiera contribuido a su extinción a medida que las condiciones ambientales cambiaran. En un primer momento se fechó la extinción del león marsupial hace 50.000 años y se adjudicó exclusivamente a la consecuencia de estos cambios climáticos, pues no había evidencia de que por esas fechas hubiesen aparecido en Australia otros competidores.

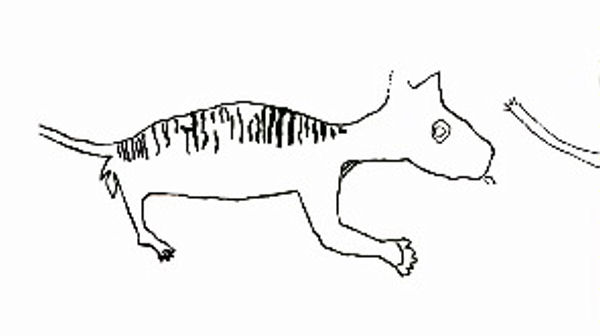
Rastro de arte rupestre de Australia posiblemente representa Thylacoleo carnifex.

Sin embargo, posteriormente se han encontrado pruebas de que los leones marsupiales sobrevivieron alrededor de 20.000 años más, y de que los humanos ya habían llegado a Australia hace 50.000 años o incluso antes. Incluso se ha señalado que la descripción de algunas bestias presentes en leyendas de los aborígenes australianos concuerdan vagamente con lo que se sabe de los leones marsupiales. Aunque hoy día se sigue considerando al cambio climático como el principal responsable del descenso de las presas de este animal y por tanto de su extinción, también es altamente probable que éstos fuesen acelerados por la llegada a la isla del Homo sapiens hace unos 45.000 o 50.000 años; el impacto del ser humano parece haberse producido no solo la caza directa de los leones marsupiales sino porque la presencia humana habría favorecido una temprana desertificación de gran parte de Australia.
En enero de 2007 un grupo de científicos descubrieron en Australia fósiles de 70 especies que vivieron hace entre 200.000 y 800.000 años, incluidos ocho tipos de canguros desconocidos y el primer esqueleto completo de un león marsupial. El hallazgo, relatado en la revista científica Nature, aporta información de gran valor al debate sobre las razones por las que se extinguieron tantos grandes mamíferos en Australia. Los restos óseos localizados en unas cuevas bajo el desierto australiano de Nullarbor corresponden a 69 especies de vertebrados y un molusco. Entre los fósiles hay 23 tipos de canguros -ocho de los cuales nunca se habían descrito-, wombats, loros y el primer esqueleto completo conocido del león marsupial Thylacoleo carnifex. Las especies halladas por los científicos, dirigidos por Gavin Prideaux, del Museo de Australia Occidental en Perth (Australia), oscilan desde bettongs, roedores de pequeño tamaño, hasta especímenes de tres metros.